# Magneetband

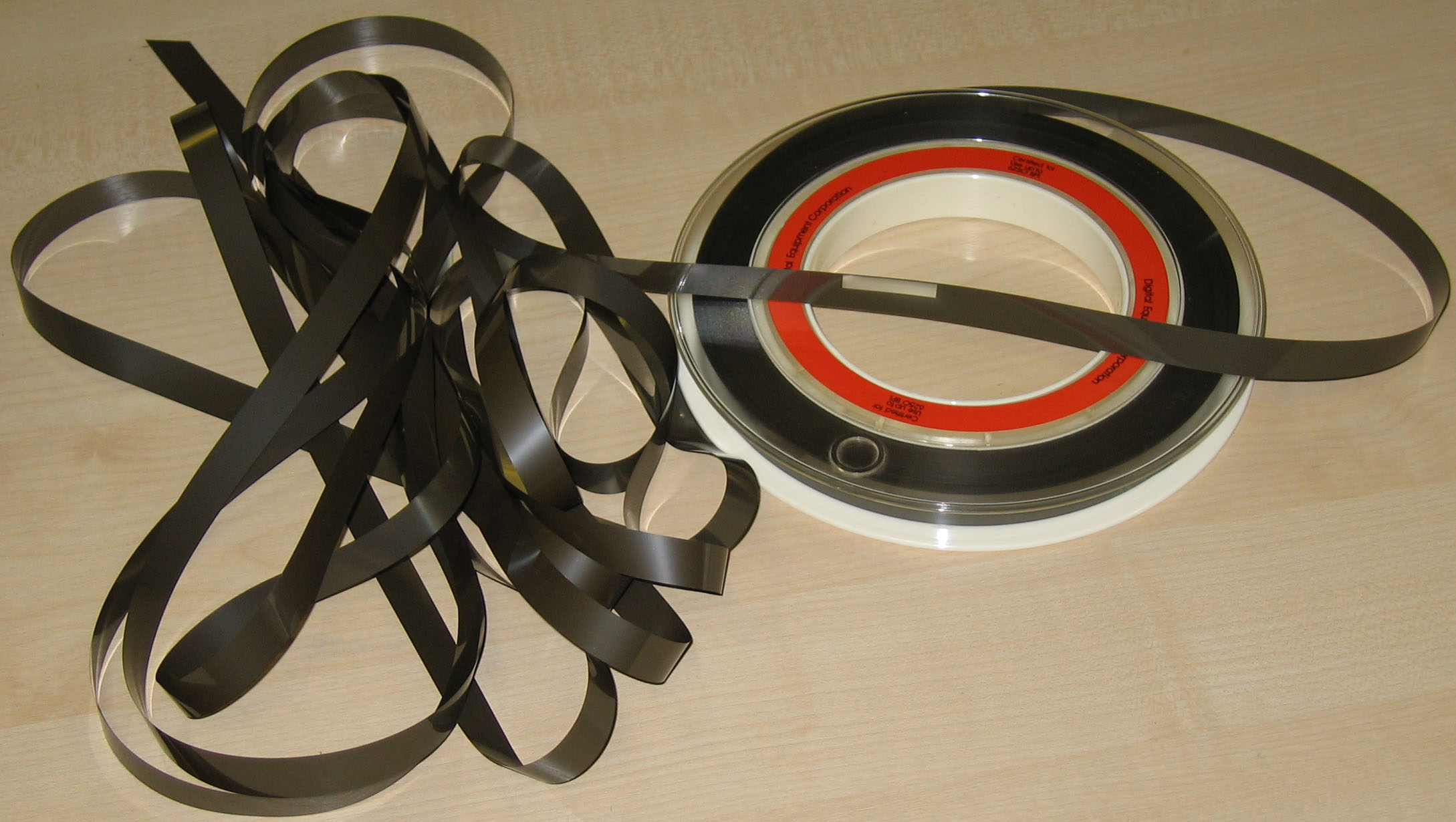
Een gedeeltelijk afgewikkelde magneetband

Een magneetband is een opslagmedium voor gegevens in de vorm van een band van kunststof waarop een dunne laag magnetiseerbaar materiaal is aangebracht, waarvan de magnetische deeltjes met een magneet (de schrijfkop) in een bepaalde richting gemagnetiseerd kunnen worden. Door een wisselende polariteit van de schrijfkop ontstaat er op de band een heel klein magnetisch veld waarvan de richting afhankelijk is van de plaats. Door een leeskop kan het magnetische veld van de deeltjes later worden gelezen en worden vertaald in een elektrische stroom. Op deze wijze kan informatie worden opgeslagen in de magnetische polarisatie van de deeltjes, en later worden teruggelezen.
De informatie die kan worden opgeslagen kan analoog zijn, maar ook digitaal.

## Historie
De magneetband voor het opnemen van geluid werd in 1928 in Dresden (Duitsland) uitgevonden door de natuurkundige Fritz Pfleumer. Als basis gebruikte hij de uitvinding van de Deen Valdemar Poulsen, de telegrafoon, uit 1898. In plaats van staaldraad bestond de geluidsband van Pfleumer uit ijzeroxide (Fe2O3) poeder dat op een lange strook papier was aangebracht. Zijn uitvinding werd vier jaar later verder ontwikkeld door het Duitse elektronicabedrijf AEG samen met het chemieconcern BASF. Het breekbare papier werd hierbij vervangen door duurzamer kunststof. In 1935 kwamen de bedrijven met de magnetofoon op de markt, voorloper van de bandrecorder.
Ook de toepassing voor opslag van video en digitale gegevens voor computers is zeer populair geweest. In eerste instantie werden banden van vele honderden meters gebruikt die op spoelen werden gewikkeld van wel 30 cm diameter. Door de technische ontwikkeling van de magnetische materialen, de dragermaterialen, en in de lees- en schrijfkoppen is de informatiedichtheid steeds verder toegenomen. De eerste magneetbanden die werden gebruikt voor de opslag van geluid werden met een snelheid van tientallen centimeters per seconde bewogen (de eerste magnetische draden die daarvóór werden gebruikt zelfs 1 à 2 meter per seconde). Bij de introductie van de Compact cassette in 1963 was de hoeveelheid band die nodig was om een uur muziek op te kunnen slaan zo klein geworden dat het in een cassette gewikkeld kon worden die in de handpalm paste.
De ontwikkelingen voor de opslag van videobeelden werden in gang gezet door het bedrijf AMPEX, dat een methode ontwikkelde om met een vrij kleine bandsnelheid toch de hoge schrijfsnelheid te bereiken die vereist is voor de hoge frequenties in een videosignaal. Inmiddels zijn daar ook systemen van cassettes de revue gepasseerd, met VHS als laatste voor huiskamergebruik en miniDV voor gebruik in camcorders.
Inmiddels zijn datacassettes met magneetbanden voor back-ups van computergegevens in staat om honderden gigabytes te bewaren in een klein doosje.
De magneetband wordt in geluidsstudio's vandaag de dag nog altijd gebruikt, omdat sommige muzikanten het analoge geluid soms verkiezen boven de digitale opname.

## Toepassingen en opslagmedia

### Audio
- Bandrecorder
- Compact cassette
- 2 sporenrecorder
- 4 track
- 8 track
- 16 track
- 24 track
- 48 track
- 1/4 inch-tape (en breder voor meersporenopnames in studio's)
- 1/2 inch-tape
- 1 inch-tape
- Digital audio tape (dat)
- Digital compact cassette (dcc)
- Digitale multitrack

### Video
- VCR
- AMPEX 1 en 2 inch-video (professioneel gebruik)
- Betacam, zowel analoog als digitaal (professioneel gebruik)
- Video 2000
- BetaMax
- U-Matic (professioneel gebruik)
- VHS
- 8 mm
- (mini)DV
- DVCAM (professioneel gebruik)

### Gegevensopslag
- 9-track tape
- Quarter-inch cartridge (QIC) of Travan
- dat (hier DDS genoemd)
- DLT
- Exabyte (is 8mm-video)
- Onstream